# Behold My Wife
Behold My Wife è un film muto del 1920 diretto da George Melford. La sceneggiatura di Frank Condon si basa The Translation of a Savage, romanzo di Sir Gilbert Parker, pubblicato negli Stati Uniti nel 1893.

## Produzione
Le riprese del film, girato con il titolo di lavorazione The Translation of a Savage e prodotto dalla Famous Players-Lasky Corporation, cominciarono a inizio aprile 1920.

## Distribuzione
Il copyright del film, richiesto dalla Famous Players-Lasky Corp., fu registrato il 14 settembre 1920 con il numero LP15555.
Distribuito dalla Famous Players-Lasky Corporation e Paramount, il film uscì nelle sale statunitensi il 7 novembre 1920. In ottobre, era stato presentato in anteprima a New York.
Non si conoscono copie ancora esistenti della pellicola che viene considerata presumibilmente perduta.